# Wahlströms läkarromaner
Wahlströms läkarromaner är en romanserie (Libris 243291) utgiven av B. Wahlströms bokförlag. Böckerna utspelar sig i sjukhusmiljö och är inbundna.
| Författare         | Titel                     | Utgivningsår |
| ------------------ | ------------------------- | ------------ |
| Shane Douglas      | I sjukhusets korridorer   | 1981         |
| Alice Dwyer-Joyce  | Med. kand. Julie Chisholm | 1981         |
| Ann Gilmer         | Syster Ritas hämnd        | 1981         |
| D. K. Jennings     | Doktor Conways utmaning   | 1981         |
| Berta LaVan Barker | På egna villkor           | 1981         |
| Betty Manvers      | Ett ödesdigert misstag    | 1981         |
| Frank G. Slaughter | Livet framför allt        | 1981         |
| Abraham Unger      | Den store kirurgen        | 1981         |